# Hermarchus
Hermarchus is een geslacht van Phasmatodea uit de familie Phasmatidae. De wetenschappelijke naam van dit geslacht is voor het eerst geldig gepubliceerd in 1875 door Carl Stål.

## Soorten
Het geslacht Hermarchus omvat de volgende soorten:
- Hermarchus apollonius (Westwood, 1859)
- Hermarchus differens Redtenbacher, 1908
- Hermarchus insignis (Kaup & Heyden, 1871)
- Hermarchus leytensis Zompro, 1997
- Hermarchus novaebritanniae (Wood-Mason, 1877)
- Hermarchus pythonius (Westwood, 1859)
- Hermarchus trigonus (Thunberg, 1815)
- Hermarchus virga Redtenbacher, 1908